# Junior Seau
Tiaina Baul Seau Jr. (19 de janeiro de 1969 - 2 de maio de 2012), mais conhecido como Junior Seau, era um jogador de futebol americano que jogava como linebacker na National Football League (NFL). Conhecido por seu jogo apaixonado, ele foi 10 vezes All-Pro, 12 vezes Pro Bowl e nomeado para a Time da Década de 90 da NFL. Ele foi eleito postumamente para o Hall da Fama do Futebol Profissional em 2015.
Originalmente de Oceanside, na Califórnia, Seau jogou futebol americano universitário na Universidade do Sul da Califórnia. Ele foi escolhido pelo San Diego Chargers como a quinta escolha geral do Draft de 1990. Seau jogou por 13 temporadas nos Chargers e os levou ao Super Bowl XXIX antes de ser negociado com os Miami Dolphins, onde passou três temporadas. Ele passou suas últimas quatro temporadas com o New England Patriots. Após sua aposentadoria, ele foi introduzido no Hall da Fama dos Chargers e a equipe aposentou seu número 55.
Seau morreu por suicídio, atirando em si mesmo no peito em 2012, aos 43 anos. Estudos posteriores do National Institutes of Health (NIH) concluíram que Seau sofria de encefalopatia traumática crônica (CTE), um tipo de dano cerebral crônico, que também foi encontrado em outros ex-jogadores da NFL que morreram por suicídio. Acredita-se que a doença derive de traumatismo craniano repetitivo e pode levar a condições como demência, raiva e depressão.

## Primeiros anos
Tiaina Baul Seau Jr. nasceu em 19 de janeiro de 1969, em Oceanside, Califórnia, o quinto filho de Tiaina Seau Sr. e Luisa Mauga Seau de Samoa Americana. O avô de Tiaina era um chefe de aldeia em Pago Pago. Tiaina Sr. trabalhava em uma fábrica de borracha e Luisa trabalhava no comissário de Camp Pendleton, no sul da Califórnia, e em uma lavanderia. Depois que Seau nasceu, a família voltou para a Samoa Americana por vários anos antes de retornar a San Diego; Seau não aprendeu a falar inglês até os sete anos de idade. Em casa, Seau e seus três irmãos tiveram que dormir na garagem da família.
Seau frequentou a Oceanside High School em Oceanside, onde ele praticou no futebol americano, basquete e atletismo. Como jogador de futebol americano, Seau foi titular como linebacker e como tight end, e como veterano, foi nomeado MVP Ofensivo  da Avocado League e levou a equipe Oceanside Pirates a Final do San Diego 2A.
No basquete, como veterano, ele foi nomeado o Jogador do Ano da Federação da Califórnia em San Diego. Ele ajudou sua equipe a ganhar o Torneio de 1987.
No atletismo, ele foi o campeão da Liga do Abacate no arremesso de peso. Seau também foi nomeado para a equipe acadêmica da Califórnia com uma média de 3,6 pontos.

## Carreira universitária
Depois de se formar no ensino médio, Seau frequentou a Universidade do Sul da Califórnia. Ele teve que ficar de fora da temporada de calouro devido a sua pontuação de 690 no vestibular, que estava 10 pontos abaixo da nota mínima da USC para elegibilidade.
Seau disse à Sports Illustrated: "Fui rotulado de atleta idiota. Fui de ser uma estrela de quatro esportes para um estudante comum na USC. Descobri quem eram meus amigos verdadeiros. Ninguém me defendeu. Há muita inveja entre os samoanos, não querendo que os outros progridam na vida, e meus pais ouviram falar na igreja: 'Dissemos que ele nunca iria conseguir'.
Ele teve 19 sacks em 1989 a caminho de uma seleção All-American unânime.

## Carreira profissional

### San Diego Charges

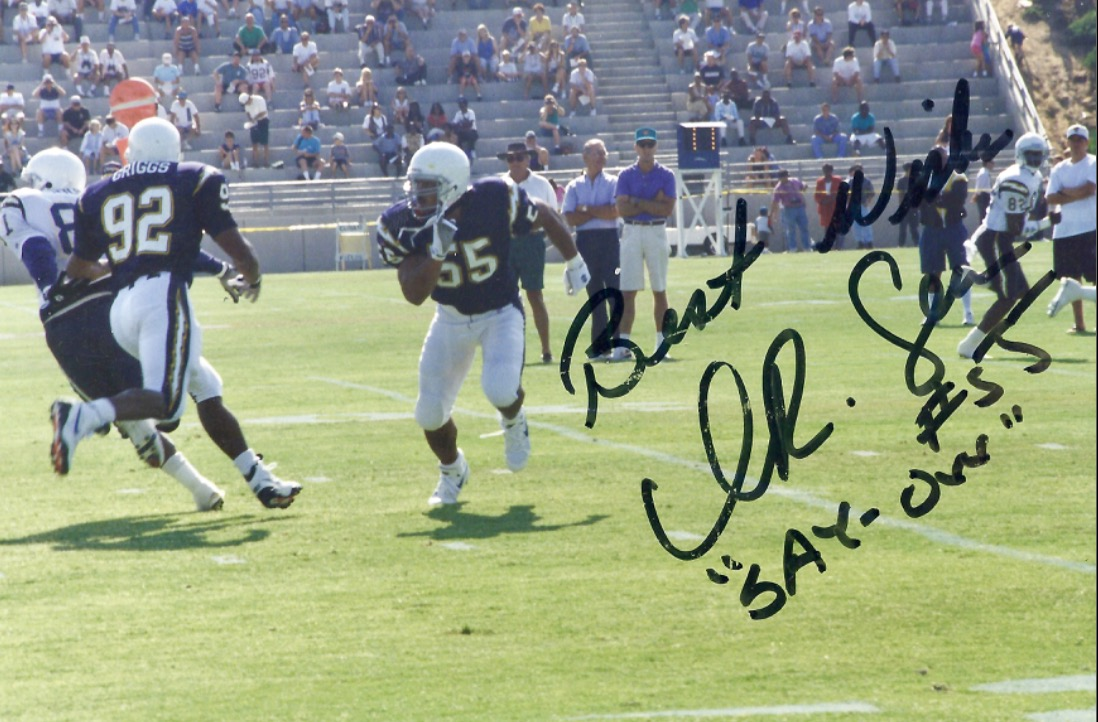
Junior Seau nos treinos em 1994

Depois de três anos na Universidade, Seau entrou no Draft da NFL e foi escolhido na primeira rodada do NFL Draft de 1990 pelo San Diego Chargers como a quinta seleção geral de draft.
Seau rapidamente se tornou um dos jogadores mais populares dos Chargers, recebendo o apelido de "Tasmanian Devil", após as loucas manobras do personagem de desenho animado. Ele se tornou o rosto da franquia Chargers e um ícone esportivo de San Diego.
Seau foi titular em 15 dos 16 jogos em que jogou durante a sua temporada de estreia e foi nomeado suplente do Pro Bowl de 1991 depois de ter feito 85 tackles.
Em 1991, ele teve 129 tackles e sete sacks e foi nomeado para o Pro Bowl de 1992, o primeiro de 12 Pro Bowls consecutivos. Ele também foi eleito o MVP Defensivo da NFL pelos Jornalistas e o MVP Defensivo da AFC pela United Press International, ele também ganhou os prêmio de Linebacker do Ano da NFL e de Linebacker do Ano da NFLPA.

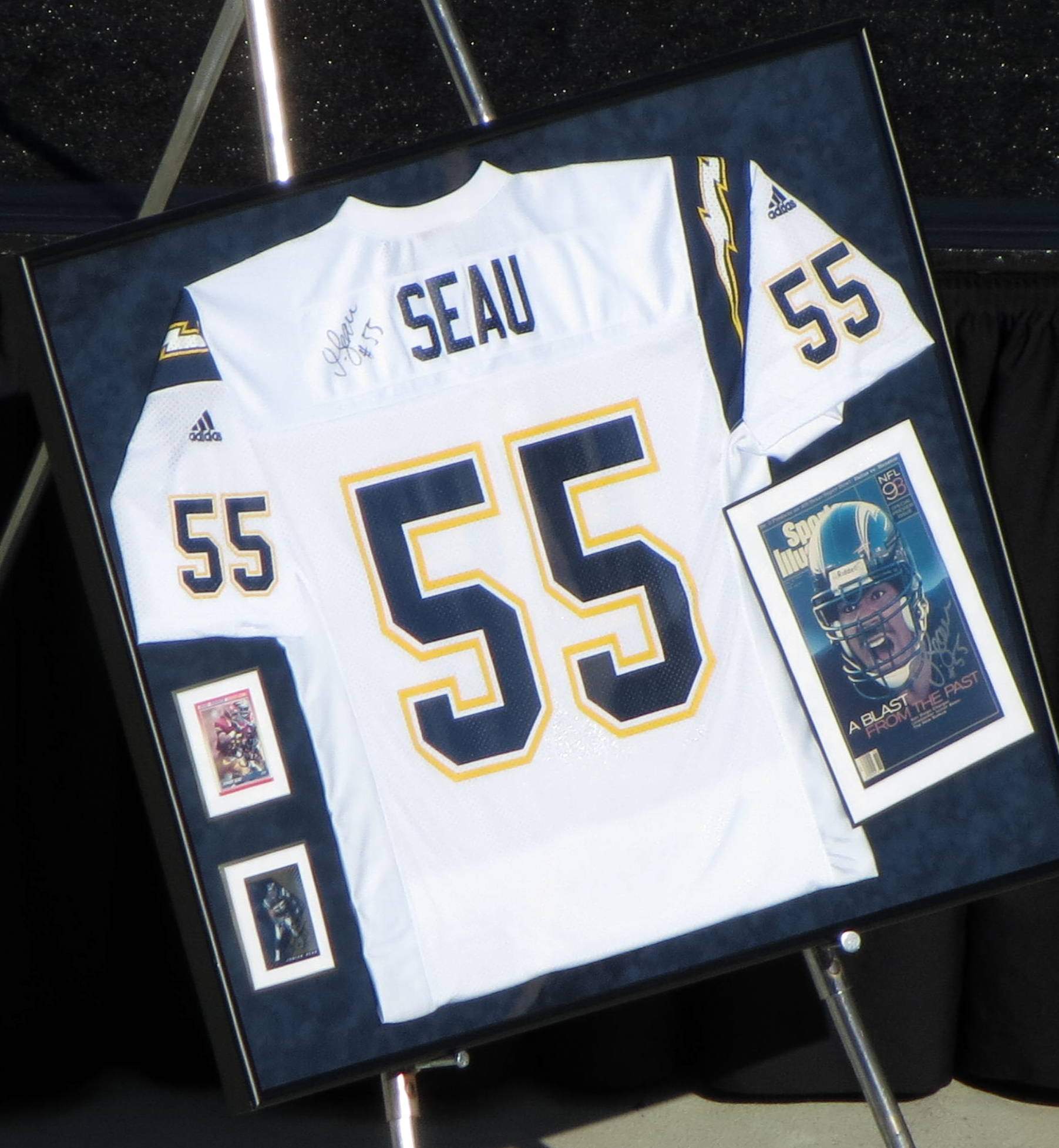
A camisa de Seau foi aposentada pelo San Diego Chargers, onde jogou 13 temporadas

Ele foi titular em pelo menos 13 jogos dos Chargers em cada uma das 11 temporadas seguintes, registrando sua melhor marca de tackles (155) em 1994. Naquele ano, Seau foi eleito Jogador Defensivo da NFL pela United Press International e liderou sua equipe para uma aparição no Super Bowl XXIX. Em um dos maiores jogos de sua carreira, ele registrou 16 tackles na Final da AFC de 1994 em uma vitória por 17-13 sobre o Pittsburgh Steelers.
Em 2002, seu último ano com os Chargers, ele registrou sua marca mais baixa de tackles (83) e perdeu seu último Pro Bowl por uma lesão no tornozelo.

### Miami Dolphins
Em 16 de abril de 2003, Seau foi negociado para o Miami Dolphins em troca de uma escolha de draft. Ele foi titular em 15 jogos nessa temporada e os Dolphins terminaram com um recorde de 10-6 e foi um dos jogadores defensivos de destaque.
No entanto, em 2004, um músculo peitoral rasgado limitou o Seau a oito jogos, 68 tackles e um sack.
Ele foi titular em cinco dos sete primeiros jogos dos Dolphins em 2005, mas foi colocado na reserva lesionada em 24 de novembro com uma lesão no tendão de Aquiles.
Em 6 de março de 2006, Seau foi dispensado pelos Dolphins.

### New England Patriots
Seau anunciou sua aposentadoria em uma coletiva de imprensa emocionante em 14 de agosto de 2006. Ele a chamou de "graduação", porque ele não ia parar de trabalhar. Ele argumentou que estava apenas passando para a próxima fase de sua vida.

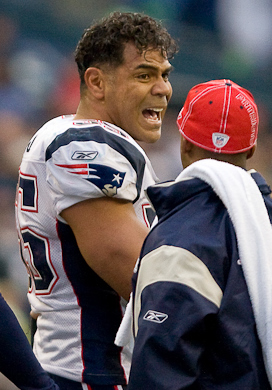
Seau com os Patriots.

Seau voltou ao futebol apenas quatro dias depois, assinando com o New England Patriots. Ele foi titular em 10 dos primeiros 11 jogos dos Patriots, registrando 69 tackles antes de quebrar seu braço direito, enquanto fazia um tackle em um jogo contra o Chicago Bears.
Em 21 de maio de 2007, Seau re-assinou com o New England Patriots para a temporada de 2007. Em setembro de 2007, Seau foi nomeado um dos sete capitães dos Patriots. Ele foi um contribuinte proeminente para a temporada regular invicta dos Patriots naquele ano. Ele foi titular em 4 dos 16 jogos que disputou em 2007 e depois foi titular nos dois jogos dos playoffs dos Patriots antes do Super Bowl XLII contra o New York Giants. A sequência invicta do New England terminou com uma derrota no Super Bowl para os Giants.
Depois que os Patriots tiveram uma série de lesões no final da temporada de 2008, eles re-assinaram com Seau. Ele foi titular em dois dos quatro jogos que ele jogou. Em 22 de dezembro de 2008, um fã foi preso por invadir e agredir Seau enquanto ele estava na linha lateral durante um jogo em casa contra o Arizona Cardinals. Seau afirmou que não se sentia ameaçado; ele pensou que o fã estava feliz e animado e apenas se empolgou.
Em 7 de outubro de 2009, a NFL Network informou que o New England Patriots tinha um acordo com Seau para um quarto contrato de um ano; Seau fez testes físicos e trabalhou com a equipe. Ele assinou oficialmente em 13 de outubro. Ele jogou em 7 jogos nos Patriots em 2009, registrando 14 tackles como um linebacker reserva.

### Aposentadoria
Seau anunciou sua intenção de se aposentar permanentemente no programa de televisão Inside the NFL em 13 de janeiro de 2010.

## Estatísticas
| Ano      | Time     | Jogos | Tackles | Solo  | Asst | Sacks | FF | FR | Yds | Ints | Yds | Avg | Long | TD | PD |
| -------- | -------- | ----- | ------- | ----- | ---- | ----- | -- | -- | --- | ---- | --- | --- | ---- | -- | -- |
| 1990     | SD       | 16    | 85      | 61    | 24   | 1.0   | 0  | 0  | 0   | 0    | 0   | 0   | 0    | 0  | 1  |
| 1991     | SD       | 16    | 129     | 111   | 18   | 7.0   | 0  | 0  | 0   | 0    | 0   | 0   | 0    | 0  | 2  |
| 1992     | SD       | 15    | 102     | 79    | 23   | 4.5   | 1  | 1  | 0   | 2    | 51  | 26  | 29   | 0  | 10 |
| 1993     | SD       | 16    | 129     | 110   | 19   | 0.0   | 1  | 1  | 0   | 2    | 58  | 29  | 42   | 0  | 11 |
| 1994     | SD       | 16    | 154     | 123   | 31   | 5.5   | 1  | 3  | 0   | 0    | 0   | 0   | 0    | 0  | 3  |
| 1995     | SD       | 16    | 128     | 111   | 17   | 2.0   | 1  | 3  | 0   | 2    | 5   | 3   | 3    | 0  | 8  |
| 1996     | SD       | 15    | 139     | 111   | 28   | 7.0   | 1  | 3  | 0   | 2    | 18  | 9   | 10   | 0  | 7  |
| 1997     | SD       | 15    | 97      | 84    | 13   | 7.0   | 1  | 2  | 0   | 2    | 33  | 17  | 26   | 0  | 6  |
| 1998     | SD       | 16    | 114     | 91    | 23   | 3.5   | 1  | 2  | 0   | 0    | 0   | 0   | 0    | 0  | 7  |
| 1999     | SD       | 14    | 98      | 74    | 24   | 3.5   | 1  | 1  | 0   | 1    | 16  | 16  | 16   | 0  | 9  |
| 2000     | SD       | 16    | 122     | 102   | 20   | 3.5   | 1  | 0  | 0   | 2    | 2   | 1   | 2    | 0  | 11 |
| 2001     | SD       | 16    | 94      | 83    | 11   | 1.0   | 2  | 0  | 0   | 1    | 2   | 2   | 2    | 0  | 6  |
| 2002     | SD       | 13    | 83      | 59    | 24   | 1.5   | 1  | 0  | 0   | 1    | 25  | 25  | 25   | 0  | 7  |
| 2003     | MIA      | 15    | 96      | 66    | 30   | 3.0   | 0  | 0  | 0   | 0    | 0   | 0   | 0    | 0  | 3  |
| 2004     | MIA      | 8     | 57      | 31    | 26   | 1.0   | 0  | 1  | 0   | 0    | 0   | 0   | 0    | 0  | 1  |
| 2005     | MIA      | 7     | 36      | 18    | 18   | 1.0   | 0  | 0  | 0   | 0    | 0   | 0   | 0    | 0  | 1  |
| 2006     | NE       | 11    | 69      | 39    | 30   | 1.0   | 0  | 0  | 0   | 0    | 0   | 0   | 0    | 0  | 1  |
| 2007     | NE       | 16    | 74      | 58    | 16   | 3.5   | 0  | 0  | 0   | 3    | 28  | 9   | 23   | 0  | 4  |
| 2008     | NE       | 4     | 22      | 15    | 7    | 0.0   | 0  | 0  | 0   | 0    | 0   | 0   | 0    | 0  | 0  |
| 2009     | NE       | 7     | 14      | 9     | 5    | 0.0   | 0  | 1  | 0   | 0    | 0   | 0   | 0    | 0  | 0  |
| Carreira | Carreira | 268   | 1,846   | 1,436 | 410  | 56.5  | 12 | 18 | 0   | 18   | 238 | 13  | 42   | 0  | 98 |

Fonte:

## Fora do futebol
Seu restaurante em Mission Valley, Califórnia - O Restaurante de Seau, inaugurado em 1996 - foi seu empreendimento comercial de maior sucesso. Seau também tinha uma linha de roupas, Say Ow Gear. O restaurante foi fechado em 16 de maio de 2012, apenas duas semanas após sua morte; os curadores de sua propriedade explicaram que "sem a liderança carismática de Seau, sentiu-se que a lucratividade futura do restaurante poderia estar em questão".
Jobs Sports com Junior Seau estreou em 2 de dezembro de 2009, no Versus. O show seguiu Seau enquanto fazia os trabalhos que fazem os esportes funcionarem. Dez episódios foram ao ar até 27 de janeiro de 2010.
Em 1992, Seau criou a Junior Seau Foundation com a missão de educar e empoderar os jovens através do apoio à prevenção do abuso infantil, conscientização sobre drogas e álcool, oportunidades recreativas, esforços contra a delinquência juvenil e programas educacionais complementares.
O 20º Aniversário do Junior Seau Celebrity Golf Classic foi realizado de 10 a 12 de março de 2012, no La Costa Resort and Spa.

## Vida pessoal
Em 1989, o filho mais velho de Seau, Tyler, nasceu de um relacionamento de Melissa Waldrop. Seau terminou com Waldrop quando Tyler tinha 13 meses de idade. Ele se casou com Gina Deboer em 1991. O casal teve três filhos juntos, uma filha e dois filhos, antes de se divorciar em 2002.
Seau sofreu ferimentos leves em outubro de 2010, quando seu SUV caiu em um precipício de 30 metros horas depois de ter sido preso por violência doméstica após um incidente relatado à polícia por sua namorada. Seau sustentou que ele havia adormecido ao volante e nunca foi acusado no incidente doméstico.
O sobrinho de Seau, Ian Seau, se comprometeu a jogar na Universidade de Nevada e se tornou um agente livre não-draftado no Los Angeles Rams em 2016 como um Defensive End. Então, em 2017, Ian assinou com os Bills. Outro sobrinho dele, Micah Seau, se comprometeu com a Universidade Estadual de San Diego.

## Morte

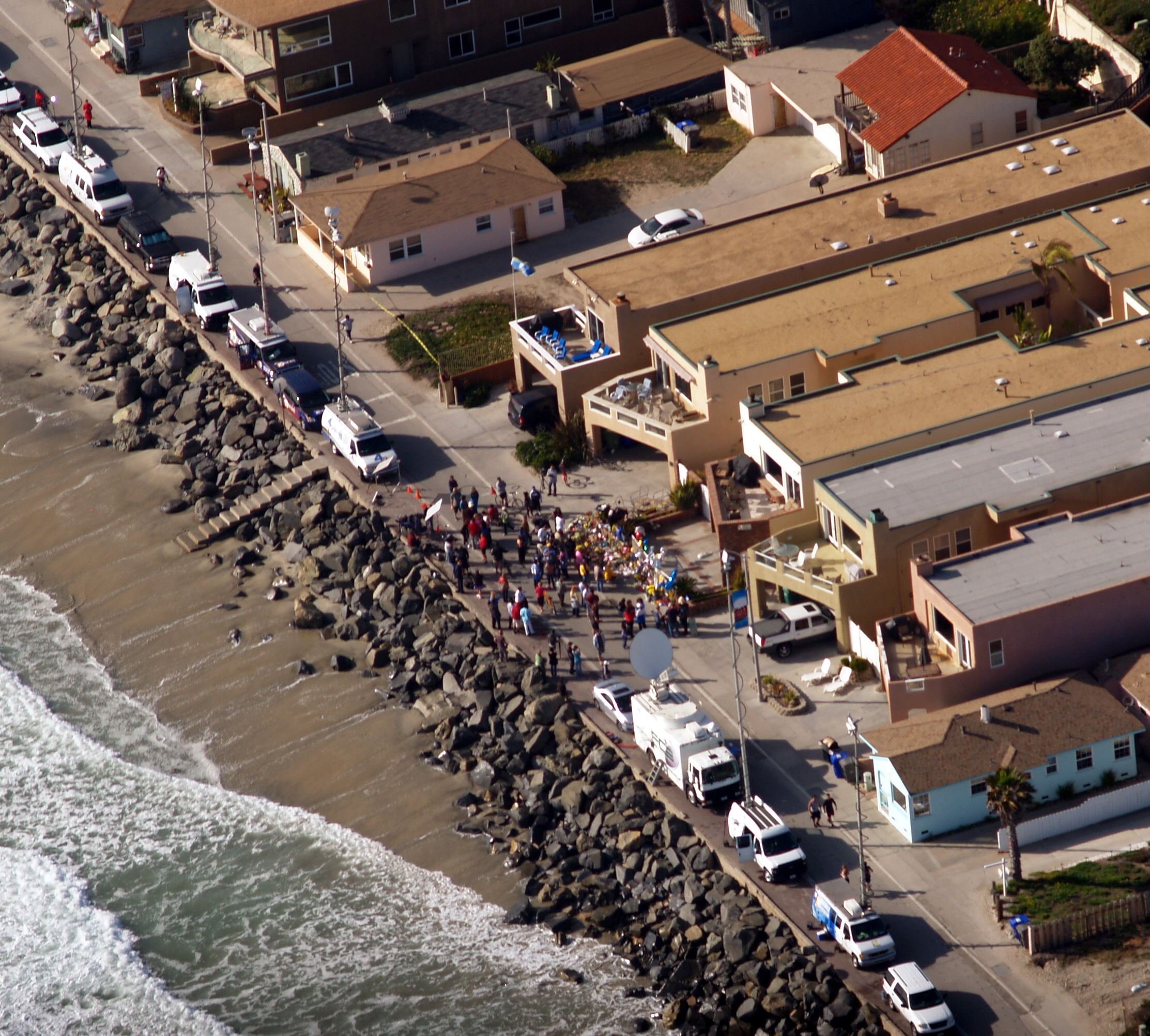
Imprensa e fãs em um memorial fora da casa de Seau no dia seguinte ao seu suicídio

Em 2 de maio de 2012, a namorada de Seau o encontrou morto com um tiro no peito em sua casa em Oceanside. Ele não deixou nenhum bilhete de suicídio, mas deixou um papel na cozinha de sua casa com as letras que ele rabiscou de sua música country favorita, "Who I Ain't". A canção, co-escrita por seu amigo Jamie Paulin, descreve um homem que lamenta a pessoa que ele se tornou.
A morte de Seau lembrou o suicídio de 2011 do ex-jogador da NFL Dave Duerson, que se matou com um tiro no peito e deixou uma nota de suicídio solicitando que seu cérebro fosse estudado por trauma cerebral. Seau não tinha histórico de concussões, mas sua ex-esposa disse que ele as sofreu durante sua carreira. "Ele sempre se recuperou e continuou jogando", disse Gina Seau. "Ele é um guerreiro. Isso não o impediu." Seau teve insônia por pelo menos os últimos sete anos de sua vida e estava tomando zolpidem (Ambien), um medicamento comumente prescrito para distúrbios do sono.
O relatório de autópsia de Seau, divulgado em agosto de 2012 pelo examinador médico do condado de San Diego, indicou que seu corpo não continha drogas ilegais ou álcool, mas mostrava traços de zolpidem. Nenhum sinal aparente de dano cerebral foi encontrado, nem ele estava determinado a ter exibido mudanças de humor e irritabilidade, muitas vezes aparente com concussões e danos cerebrais.
Em 10 de janeiro de 2013, a família de Seau divulgou as conclusões do NIH de que seu cérebro apresentava sinais definitivos de CTE. Russell Lonser, do NIH, coordenou com três neuropatologistas independentes, dando-lhes um tecido não identificado de três cérebros, incluindo o de Seau. Os três especialistas, juntamente com dois pesquisadores do governo, chegaram à mesma conclusão. O NIH disse que as descobertas no Seau foram semelhantes às autópsias de pessoas "com exposição a lesões repetitivas na cabeça".
Em 23 de janeiro de 2013, a família de Seau processou a NFL pelas lesões cerebrais sofridas por Seau durante sua carreira. Em 2014, sua família continuou a perseguir o processo enquanto optava pelo acordo proposto pela NFL Concussion, que foi inicialmente financiado com US $ 765 milhões.

## Legado
Seau era conhecido por seu estilo de jogo apaixonado, incluindo uma dança que ele executava depois de grandes jogadas. Rick Gosselin, do Dallas Morning News, disse que Seau "provavelmente foi o jogador mais dinâmico de sua época". O treinador da NFL Norv Turner, que treinou Seau e enfrentou-o como adversário, disse: "A primeira coisa sobre Junior foi que ele era um jogador explosivo e um ótimo tackler ".
Ele foi elogiado pelos colegas por sua ética de trabalho e liderança. Ele brincava quando machucado e muitas vezes se recusava a sair dos jogos. "Ele jogou o jogo da maneira que deveria ser jogado", disse o quarterback John Elway, do Denver Broncos. Bill Belichick, seu treinador em New England, elogiou a liderança e a disposição de Seau em aceitar qualquer papel.

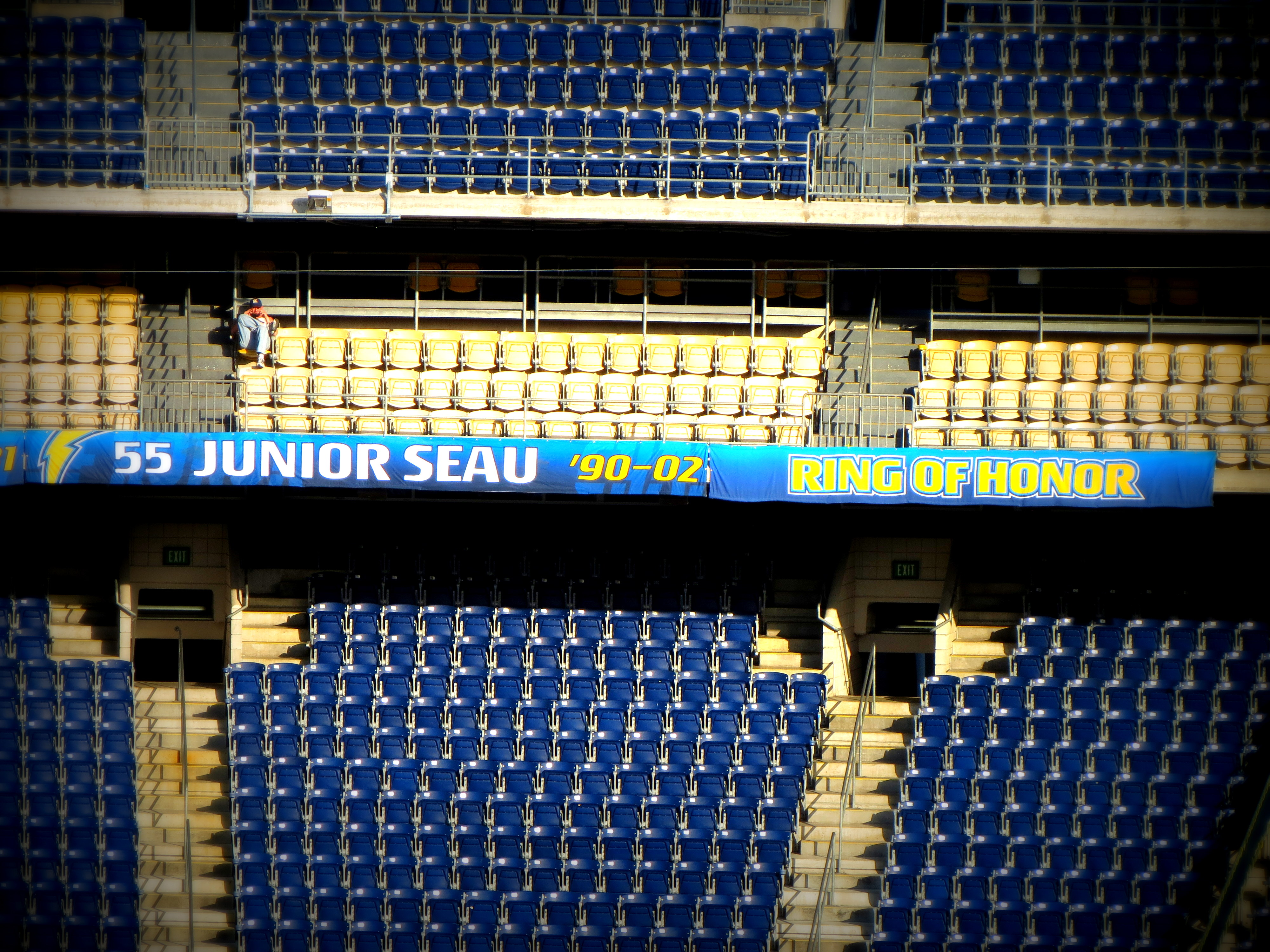
Seau homenageado no Anel de Honra dos Chargers

Ele foi nomeado nas equipes que homenageiam os melhores jogadores e treinadores da história da equipe. Ele foi introduzido no Hall da Fama de San Diego Chargers em 27 de novembro de 2011, como parte das cerimônias do Alumni Day em um jogo contra o Denver Broncos no Qualcomm Stadium. O membro do Hall da Fama dos Chargers, Dan Fouts, representou Seau em frente a uma multidão de quase 71.000 pessoas.
O presidente dos Chargers, Dean Spanos, homenageou Seau após sua morte: "Ele era um ícone em nossa comunidade. Ele transcendeu o jogo. Ele não era apenas um jogador de futebol, ele era muito mais". O Junior Seau Pier Amphitheater e o Junior Seau Beach Community Center foram renomeados postumamente em sua homenagem pela cidade de Oceanside em julho de 2012.
Em 16 de setembro de 2012, os Chargers retiraram o número 55 de Seau durante uma cerimônia em 2012 contra o Tennessee Titans. O San Diego Hall of Champions introduziu Seau no Breitbard Hall of Fame em 25 de fevereiro de 2013, renunciando ao seu período normal de espera de dois anos após a aposentadoria ou morte de um atleta.
Seau tornou-se elegível para a eleição no Hall da Fama do Futebol Profissional em 2015; sua elegibilidade não foi acelerada devido a sua morte do período de espera padrão de cinco anos após a aposentadoria de um jogador. Em 31 de janeiro de 2015, Seau foi eleito para o Hall da Fama do Futebol Profissional. Ele é o primeiro jogador de ascendência polinésia e samoana a ser introduzido no Hall of Fame.
Em 21 de setembro, a ESPN lançou "Seau", um documentário que destacou a carreira de Seau, bem como os efeitos de seus ferimentos em sua vida, sua família e seus esforços pós-futebol.